# Vårt Hem
Vårt Hem var en svensk familjetidning med veckoutgivning som grundades 1921 av Johan Petter Åhlén. Redaktionen och tryckeriet låg vid nuvarande Åhléns Söder. Tidningen köptes 1930 av Bonniers och utgavs från 1931 av Åhlén & Åkerlunds förlag innan den 1952 slogs ihop med Året Runt, intill 1960 under namnet Året Runt – Vårt Hem. Åren 1929–1957 utgavs även årligen Vårt Hems jultidning Midvinter.

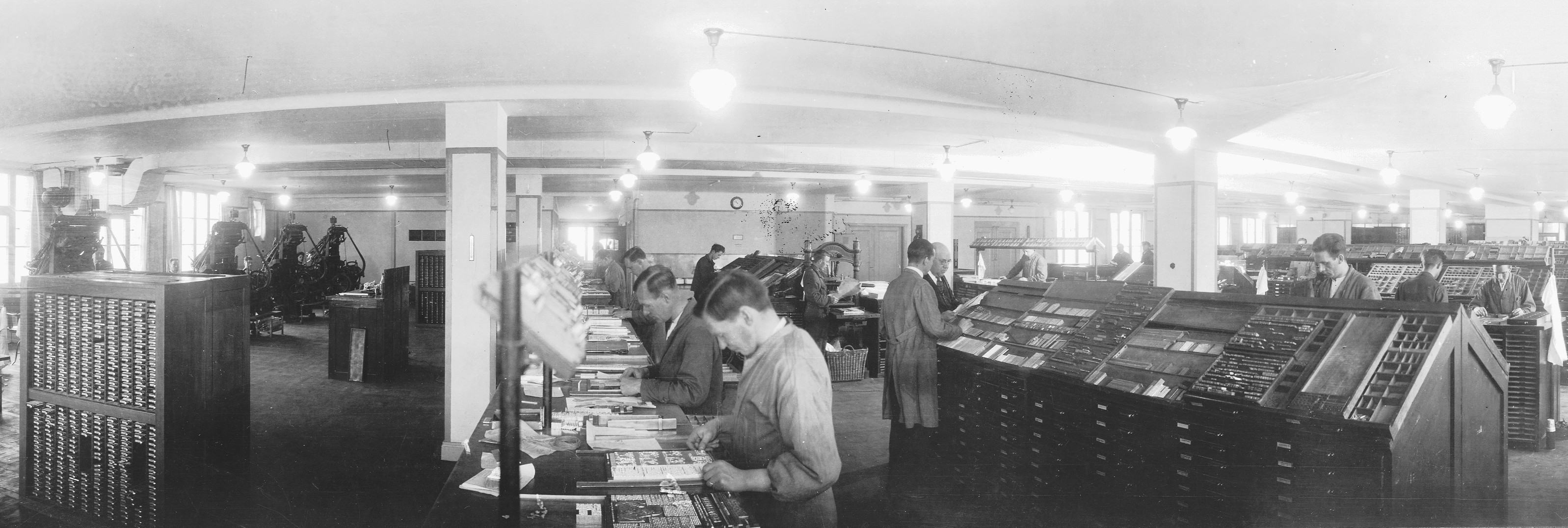
Vårt Hems sätteri, 1930.

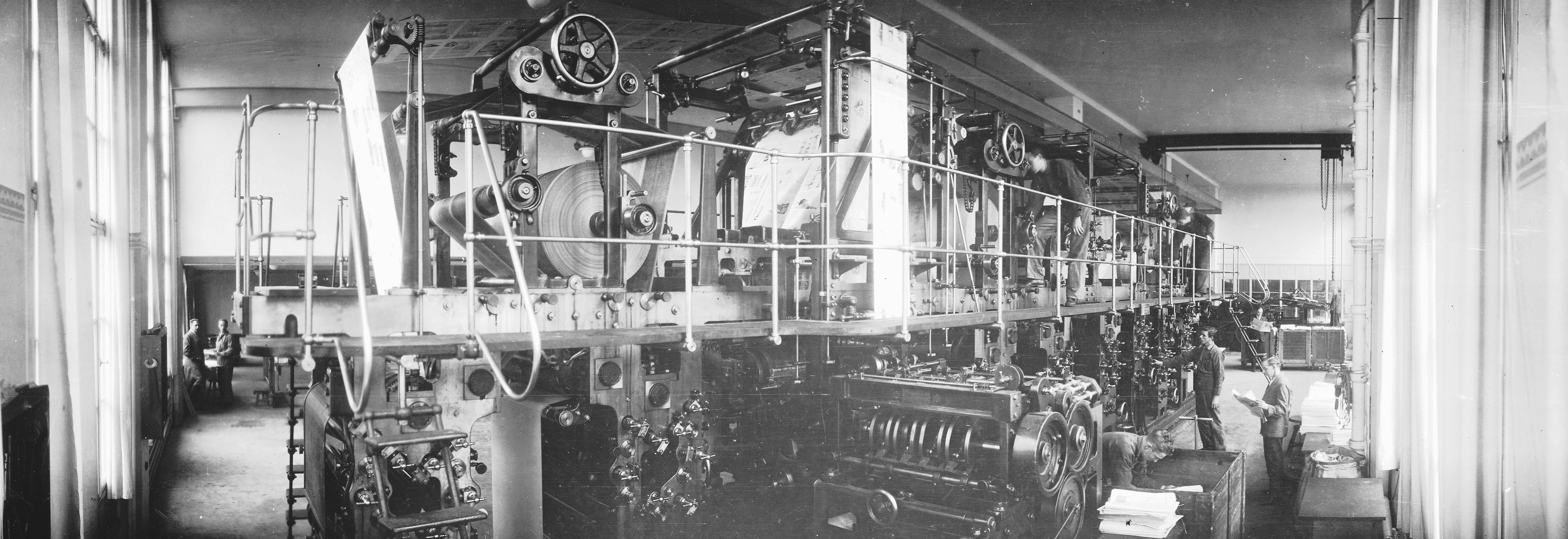
Vårt Hems tryckeri, 1930.